# Theodoor Rombouts
Theodoor Rombouts (2 luglio 1597 – 14 settembre 1637) è stato un pittore fiammingo.

## Biografia

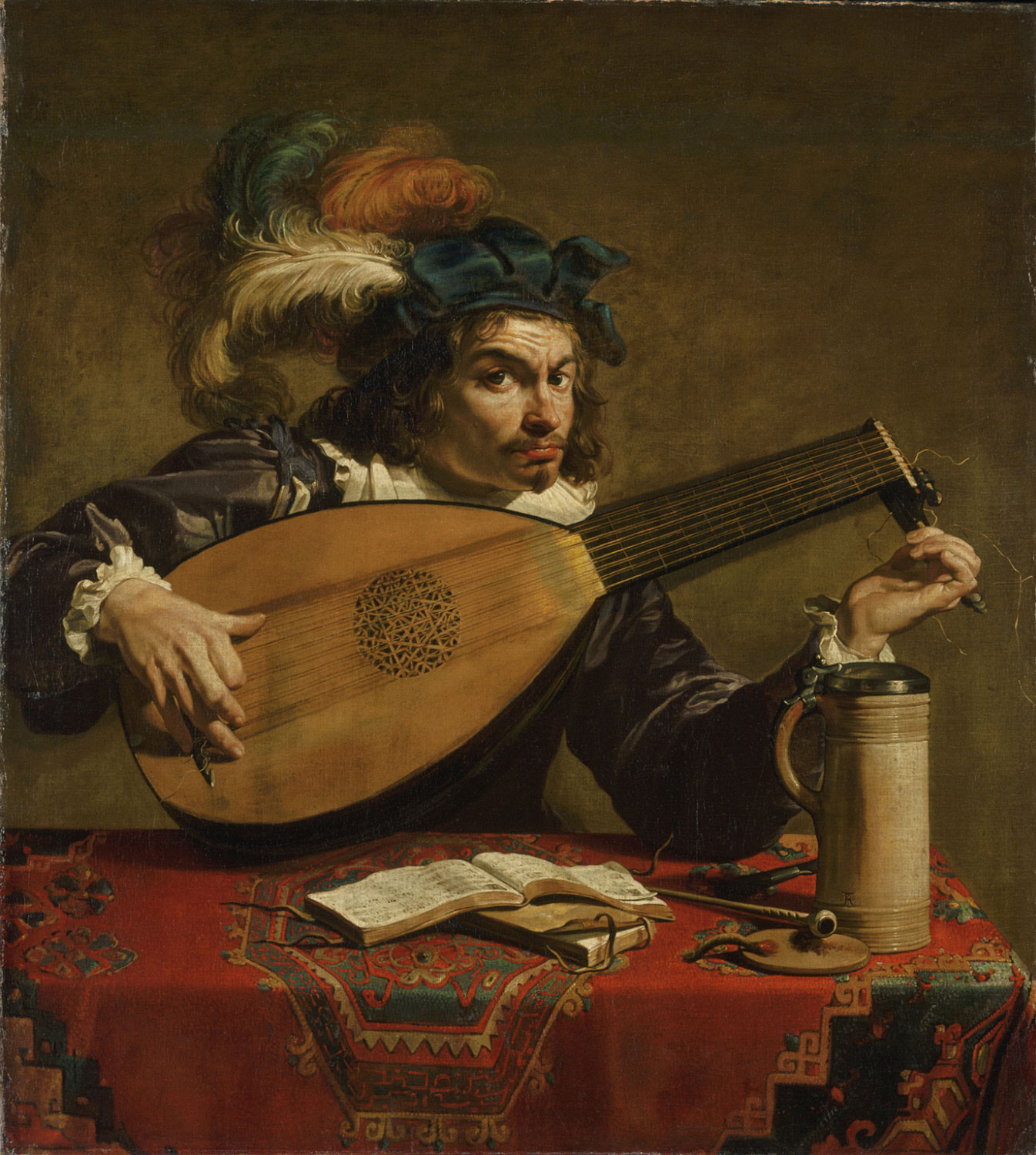
Il suonatore di liuto, 1620

Theodoor Rombouts si formò ad Anversa, presso Abraham Janssens e Nicolas Régnier. Nel 1616 si recò a Roma dove restò per nove anni, fino al 1625. Al suo ritorno nelle Fiandre divenne membro della Corporazione di San Luca e, nel 1627, sposò Anna van Thielen, cognata di Jan Philips van Thielen. Nel periodo 1628-1630 fu diacono della Corporazione d'Anversa. Dipinse numerose scene di musica e feste, subendo profondamente l'influenza artistica del Caravaggio.
Suoi allievi furono Jan Philips van Thielen e Paulus Robyns.